# Sete Mulheres
Sete Mulheres (7 Women, ou Seven Women, do original em inglês), é um filme dramático norte-americano de 1966 feito por Metro-Goldwyn-Mayer. Foi dirigido por John Ford, produzido por Bernard Smith e John Ford, com roteiro escrito por Janet Dillon e John McCormick, baseado no conto Chinese Finale de Norah Lofts. A trilha sonora conta com Elmer Bernstein e a cinematografia de Joseph LaShelle. Este foi o último longa-metragem dirigido por John Ford, terminando com uma carreira que durou mais de cinquenta anos.
O filme foi estrelado por Anne Bancroft, Sue Lyon, Margaret Leighton, Flora Robson, Mildred Dunnock, Betty Field, Anna Lee, com Eddie Albert, Mike Mazurki e Woody Strode.

## Sinopse
O drama se passa com sete mulheres missionárias na China, todas tentando se proteger contra o avanço dos guerreiros mongolianos liderados por Tung Khan.

## Elenco
- Anne Bancroft ... Dra. D.R. Cartwright
- Sue Lyon ... Emma Clark
- Margaret Leighton ... Agatha Andrews
- Flora Robson ... Miss Binns
- Mildred Dunnock ... Jane Argent
- Betty Field ... Sra. Florrie Pether
- Anna Lee ... Sra. Russell
- Eddie Albert ... Charles Pether
- Mike Mazurki ... Tunga Khan
- Woody Strode ... Lean Warrior
- Jane Chang ... Miss Ling
- Han William Lee ... Kim
- H.W. Gim ... Coolie
- Irene Tsu ... Garota chinesa